# 涅切里察湖
涅切里察湖是俄羅斯的湖泊，由普斯科夫州負責管轄，面積12.8平方公里，平均水深2.5米，最大深度6米，集水區面積369平方公里，湖水經斯沃利納河流出。